# Виделебье
Ви́делебье — деревня в Карамышевской волости Псковского района Псковской области России.
Расположена на берегу реки Черёха (у впадения в неё р. Лзна), в 18 км к юго-востоку от села Карамышево и в 40 км к востоку от центра города Пскова.

## История
В Писцовых Книгах 1585-87 гг. Погост Видиливье указывается, как центр Видилебской губы Мелетовской засады.

## Население
| 2001 | 2002 | 2010 |
| ---- | ---- | ---- |
| 7    | →7   | ↘1   |